# Whitehall (Ohio)
Whitehall és una població dels Estats Units a l'estat d'Ohio. Segons el cens del 2000 tenia 19.201 habitants.

## Demografia
Segons el cens del 2000, Whitehall tenia 19.201 habitants, 8.343 habitatges, i 4.930 famílies. La densitat de població era de 1.420,2 habitants/km².
Dels 8.343 habitatges en un 29,1% hi vivien nens de menys de 18 anys, en un 37,3% hi vivien parelles casades, en un 16,3% dones solteres, i en un 40,9% no eren unitats familiars. En el 35% dels habitatges hi vivien persones soles el 9,3% de les quals corresponia a persones de 65 anys o més que vivien soles. El nombre mitjà de persones vivint en cada habitatge era de 2,3 i el nombre mitjà de persones que vivien en cada família era de 2,96.
Per edats la població es repartia de la següent manera: un 25,3% tenia menys de 18 anys, un 9,4% entre 18 i 24, un 32,2% entre 25 i 44, un 21% de 45 a 60 i un 12% 65 anys o més.
L'edat mediana era de 35 anys. Per cada 100 dones de 18 o més anys hi havia 89,7 homes.
La renda mediana per habitatge era de 32.794 $ i la renda mediana per família de 37.296 $. Els homes tenien una renda mediana de 30.896 $ mentre que les dones 25.007 $. La renda per capita de la població era de 16.867 $. Aproximadament l'11,1% de les famílies i el 14,9% de la població estaven per davall del llindar de pobresa.

## Poblacions més properes
El següent diagrama mostra les poblacions més properes.